# (9031) 1989 WG4
A (9031) 1989 WG4 a Naprendszer kisbolygóövében található aszteroida. Antonín Mrkos fedezte fel 1989. november 29-én.